# ヴァッレザッカルダ
ヴァッレザッカルダ（伊: Vallesaccarda）は、イタリア共和国カンパニア州アヴェッリーノ県にある、人口約1,300人の基礎自治体（コムーネ）。

## 地理

### 位置・広がり

#### 隣接コムーネ
隣接するコムーネは以下の通り。括弧内のFGはフォッジャ県（プッリャ州）所属を示す。
- アンツァーノ・ディ・プーリア (FG)
- サン・ソッシオ・バロニーア
- スカンピテッラ
- トレヴィーコ

## 行政

### 分離集落
ヴァッレザッカルダには、以下の分離集落（フラツィオーネ）がある。
- Coccaro, Mattine, San Giuseppe, Serro D'annunzio, Cotugno, Vasoria, San Lorenzo